# Sondergerät 113
Le 77 mm Sondergerät 113a "Förstersonde", ou SG113a, est un canon sans recul faisant partie des Sondergerät (Littéralement "Dispositif spécial" en allemand, dans ce cas "Armement spécial") de la Luftwaffe. Ce canon était destiné à être monté sur le Focke-Wulf Fw 190 et le Henschel Hs 129, il aurait été pointé vers le bas pour tirer sur des chars situés à la verticale de l'avion en vol. Tout comme le Sondergerät SG104 cet armement n'entra pas en service.

## Développement
Lors de l'été 1942 ce qui se profilait lors de la phase initiale de l'opération Barbarossa fut confirmé, les chars soviétiques tels que le T-34 où le KV-1 et KV-2 étaient des menaces importantes pour les chars allemands, tel que le Panzer III et le Panzer IV, il fut donc décidé par l'état allemand de développer de nouveaux moyens de lutter contre les blindés soviétiques. Parallèlement au développement de char allemand tels que le Tiger I ou le Panther, il fut décidé que la Luftwaffe devrait elle aussi contribuer à la lutte anti-char. Certains avions furent ainsi équipés de canons antichar, par exemple le Hs 129 ou les versions G des Ju 87, ces canons étaient installés "en chasse", c'est-à-dire pointant vers l'avant de l'appareil, ainsi les avions allaient pouvoir attaquer les chars à l'horizontale. Or sur les chars le blindage de la partie supérieure est généralement très faible comparé au blindage arrière, latéral ou avant, par exemple un T-34 ne possède en blindage supérieur que 20 mm d'acier homogène contre 45 mm sur le glacis, il est relativement simple de percer un tel blindage et donc de détruire le char. Ainsi le développement d'un canon pointant vers le sol et monté sur un avion fut lancé à la fin de l'année 1942 sous le nom de MK 113.

### Conception
Le Ju 87, avion déjà utilisé pour la lutte contre les véhicules blindés soit en attaque en piqué soit dans sa version G équipé de 2 canons Bordekanone 3,7 cm montés en gondole, il fut décidé de monter ce nouveau canon sur des avions plus récents tel que le FW 190 et le Hs 129, ayant chacun leurs propres avantages. Le Fw 190 était un chasseur (parfois converti en bombardier mais initialement conçu comme un chasseur), donc rapide et apte à se défendre en cas d'attaque, le Hs 129 était quant à lui un avion d'attaque au sol fortement blindé.

#### Système de tir
Aucun de ces deux avions n'avait été conçu pour le bombardement, aussi il n'existait pas de moyen, dans ces appareils, de viser une cible sous la cellule. Le tir manuel sur le char par le pilote devenant presque impossible faute de moyen de visée adéquat, un système de tir différent dut être créé, ainsi le tir serait déclenché automatiquement lorsque l'avion survolerait le char grâce à un circuit électrique détectant les variations de champs magnétiques sous l'avion provoqué par l'importante masse métallique sous l'avion qu'est le char.

### Système d'armement

#### Sur le FW 190
Les canons n'étaient pas disposés de la même manière sur les deux appareils. Les canons étaient disposés sur le FW 190 proche de l'emplanture des ailes. Les FW 190 étaient équipés de deux paires de canons, une dans chaque aile.

#### Sur le Hs 129
Les canons étaient disposés dans la cellule au niveau des ailes. Le Hs 129 était équipé de 6 canons centraux,. Les canons étaient montés avec un angle de 10° par rapport à l'horizontale. Avec un système que l'on retrouve aussi sur le FW 190 composé de petite charge explosive, le pilote pouvait se débarrasser des canons pour un atterrissage d'urgence, de la même manière que les pilotes de Ju 87 pouvaient se débarrasser de leurs trains d'atterrissage.

#### Performance
- Calibre : 77 mm[6]
- Pénétration : 60 mm d'acier homogène à 20 m et 60° par rapport à l'angle entre la trajectoire terminale de l'obus et les plaques de blindage[7].
- Poids d'un canon : 48 kg[2]